# Regia guardia per la pubblica sicurezza
La Regia guardia per la pubblica sicurezza fu il corpo di pubblica sicurezza, dipendente dal ministero dell'Interno, che abolì e sostituì il Corpo delle Guardie di Città nel Regno d'Italia.
Fu attivo dal 2 ottobre 1919 al 31 dicembre 1922 quando fu sciolto dal governo Mussolini che lo sostituì con la Milizia volontaria per la sicurezza nazionale, con alcune funzioni che passarono all'Arma dei Carabinieri Reali.

## Storia
Durante il Regno di Sardegna nacque il Corpo delle guardie di pubblica sicurezza, voluto da re Carlo Alberto, con la legge 11 luglio 1852 n. 1404, mantenuto nel 1861, con l'unità d'Italia.

### Origini
Nel dicembre del 1890 dall'unione delle Milizie comunali e del Corpo delle guardie di pubblica sicurezza, nacque il Corpo delle guardie di città, corpo civile di polizia, il quale non aveva né comando generale né ufficiali superiori, essendo il massimo grado stabilito quello di colonnello. Era concentrato nei capoluoghi di provincia e nei principali centri urbani.

### La fine dellaGrande Guerrae la creazione
La riforma del corpo fu più volte annunciata ma mai attuata per ragioni di bilancio e per insensibilità dei governi di volta in volta avvicendatisi. 
Al termine della prima guerra mondiale il presidente del Consiglio (e ministro dell'Interno) Vittorio Emanuele Orlando non poté più rimandare la riforma della Pubblica Sicurezza, necessaria per rendere l'istituzione affidabile, capace di adottare le nuove conoscenze della polizia scientifica presieduta da Salvatore Ottolenghi. 
Con Regio decreto 14 agosto 1919, n.1442 fu creata una nuova istituzione, il Corpo degli agenti di investigazione, il quale sollevò le Guardie di città da tali servizi, relegando le stesse a quelli esecutivi di polizia giudiziaria e di ordine pubblico.
Il nuovo presidente del Consiglio Francesco Saverio Nitti continuò l'azione già avviata nell'immediato dopoguerra dal predecessore per stabilizzare con più vigore l'ordine interno.
Infatti, con il Regio decreto 2 ottobre 1919 n. 1790 venne istituito il Corpo della Regia guardia per la pubblica sicurezza, corpo di polizia a ordinamento militare, in sostituzione nei compiti e in rafforzamento del Corpo delle guardie di città, soppresso, mentre le guardie municipali, cessarono ogni compito di polizia passando definitivamente alle dipendenze dei singoli sindaci per espletare la vigilanza sulle materie di competenza municipale.
Veniva mantenuto invece il Corpo degli agenti investigativi.

### L'organizzazione e l'impiego
Era dipendente direttamente dal Ministero dell'Interno, per mezzo delle autorità e dei funzionari di pubblica sicurezza, ma creato con criteri radicalmente diversi. Per la prima volta nella storia della Polizia la Regia guardia, oltre ad essere Forza di polizia, era parte integrante delle Forze armate del Regno, mentre il precedente Corpo delle guardie di città era solo un Corpo armato del Regno, adottando, quindi, il regolamento di disciplina del Regio Esercito, con le stellette a cinque punte sulle uniformi degli appartenenti. Il nuovo Corpo aveva un organico ampliato (quattro volte più grande del precedente), una nuova catena di comando e organizzazione territoriale, con un Comando generale retto da un generale comandante, con dipendenti legioni, divisioni, compagnie e stazioni similmente ai Carabinieri Reali e alla Regia Guardia di Finanza, con 12 divisioni (40.000 uomini), a ordinamento militare, deputato al mantenimento dell'ordine pubblico e alquanto svincolato da eventuali influenze della politica, e il Corpo degli agenti investigativi (8.000 uomini), specializzato in compiti di polizia giudiziaria.
Per colmare l'organico il governo si rivolse alle "vecchie" guardie di città, cui correva l'obbligo di soddisfare gli obblighi di ferma e rafferma nella Regia guardia (sollevando tra i poliziotti non poche lamentele), al Regio Esercito in smobilitazione, con diritto di precedenza sulle altre Forze di polizia, quali l'Arma dei Carabinieri Reali ma anche alle nuove leve; ad ogni modo la soppressione della Regia Guardia diede occasione a squadracce fasciste di aggressioni e pestaggi per "pareggiare i conti" con la mano ferma che la Polizia aveva avuto con loro sulle piazze, e vi furono casi di rivolte armate di poliziotti che si rifiutarono di sciogliere i reparti, sedate da Esercito e Arma sotto l'occhio indifferente di prefetti e questori e il "silenzio" imposto dal Governo alla stampa. In un certo senso la Regia Guardia era la prima vittima del fascismo.
La conduzione delle operazioni di ordine pubblico, nel triennio di attività, era caratterizzata da numerose contraddizioni e dalla mancanza di una strategia coerente a causa del succedersi dei governi del periodo (ben sette in quattro anni), che invariabilmente portava alla repentina sostituzione dei Comandanti generali, alla difficoltà di mantenere l'azione sulle piazze neutrale tra le opposte fazioni politiche (spesso in armi), alla recrudescenza delle violenze, a nuove e più agguerrite strategie adottate dai manifestanti mutuate dall'esperienza di guerra. Un esempio nel 1920 fu la repressione della Rivolta dei Bersaglieri.

### Il governo Mussolini e la soppressione
Il governo Mussolini ne dispose la soppressione ai sensi del Regio decreto 31 dicembre 1922, n. 1680. Ciò era ascritto alla radicale riorganizzazione delle Forze di polizia voluta dal nuovo governo con a capo Mussolini, che dettava l'unificazione tra Arma e polizia. Tuttavia ciò scatenò disordini in tutta l'Italia, con i casi più gravi a Torino ed a Napoli,. 
Infatti, il Corpo degli agenti investigativi transitava nel costituendo Ruolo specializzato dell'Arma dei carabinieri reali per i servizi tecnici, di vigilanza e di indagini in abito civile, alla diretta dipendenza dell'autorità e degli ufficiali di pubblica sicurezza, mentre poche migliaia di Regie guardie transitavano nell'Arma, prevalentemente per riempire l'organico degli istituendi Battaglioni mobili, che, di fatto, sostituivano la Regia Guardia.
Le Regie guardie provenienti dalle Forze armate e dalle forze di polizia ritornò ai corpi di provenienza, senza però vedersi riconosciuto l'eventuale grado maturato, mentre i giovani di leva conclusero il periodo obbligatorio nel Regio Esercito per poi essere congedate. Qualche migliaio venne licenziato perché né idoneo al ruolo specializzato dell'Arma né al ruolo generale. 
Il 1º febbraio 1923 venne costituita la Milizia volontaria sicurezza nazionale con anche funzioni di polizia.
Nell'aprile del 1925 il Ruolo specializzato dell'Arma cessò di dipendere (cioè di essere amministrato, posto che per il servizio era sempre dipeso dall'autorità civile) dal Ministero della Guerra per passare sotto il Ministero dell'Interno, formando l'ossatura del neocostituito Corpo degli agenti di pubblica sicurezza.

## Medaglie concesse dal corpo
- Medaglia al merito di servizio del Corpo della Regia guardia per la pubblica sicurezza

(dal 2 ottobre 1919 al 15 giugno 1923:)

 (per gli Ufficiali con 20 anni di servizio, per i graduati e le guardie con 15 anni di servizio).
Classe unica, di bronzo.
«Avranno diritto a conseguirla e a fregiarsene i graduati e le guardie di città che abbiano prestato quindici anni di servizio effettivo nel corpo [...]. Gli ufficiali, dopo venti anni di effettivo servizio»
(Legge 8 luglio 1906, n. 318, art. 3, Modificazioni ai ruoli organici dei funzionari di pubblica sicurezza e del corpo delle guardie di città e miglioramenti economici, in G. U. del Regno n. 165 del 16 luglio 1906 in vigore dal 31 luglio ; abrogato dal decreto-legge 22 dicembre 2008, n. 200, art. 2., c.1).

## Corpi simili
Un corpo analogo per organizzazione, mansioni e referenti, ma di impostazione politica repubblicana fu la Guardia de Asalto creata nel 1931 nella seconda Repubblica Spagnola a difesa dello Stato.